# Баптистка църква (Сандански)
Баптистката църква е протестантска баптистка църква в град Сандански, България.

## Местоположение
Църквата е разположена в южния квартал „Изгрев“.

## История
Църквата е основана в 1974 година. Сегашната сграда е започната в 1990 година и е построена за година и половина. Представлява голяма четириетажна сграда със салон за богослужение на четвъртия етаж, който има 250 места. На първия етаж има салон за молитва, стаи за обучение, а на третия – пастирско жилище. В църквата има и медицински център и магазин.